# Canton de Fribourg
Pour les articles homonymes, voir Fribourg.
Le canton de Fribourg (FR, en allemand : Kanton Freiburg), officiellement État de Fribourg, est l'un des 26 cantons de la Suisse. Il est composé de sept districts et son chef-lieu est Fribourg. Son drapeau porte les couleurs du canton sous la forme de deux bandes horizontales noire et blanche.
Fribourg est le dixième canton du pays par sa population et le huitième par sa superficie. Il est partagé entre la Suisse romande — la partie francophone de l'ouest du pays — et la Suisse alémanique ; il est limitrophe du canton de Vaud au sud-ouest, du canton de Berne au nord-est et du canton de Neuchâtel à l'ouest. La géographie du canton comprend deux des trois régions naturelles de la Suisse : le Plateau suisse et les Alpes suisses.
La plus grande ville du canton est Fribourg, suivie de Bulle. Le canton compte 341 537 habitants au 31 décembre 2023 et il est l'un des trois cantons bilingues français-allemand. Fribourg rejoint la Confédération suisse en tant que canton en 1481.

## Toponymie
Le nom allemand du canton est « Freiburg » ; en italien « Friburgo » ; en romanche « Friburg ».

## Géographie

### Généralités
Le canton de Fribourg se situe à l'ouest de la Suisse, à cheval sur la frontière des langues française et alémanique. Il se trouve entre 46° et 47° de latitude nord et entre 6° et 7° de longitude est. Il a comme voisins les cantons de Berne, de Neuchâtel et de Vaud. Du fait de sa situation, il constitue un passage obligé entre le bassin lémanique et le Mittelland. Le territoire du canton couvre deux des trois principales régions naturelles de la Suisse, le Plateau et les Alpes. 88 % de la surface cantonale est dévolue à l'agriculture ou aux forêts. Avec 1 670,7 km2, Fribourg est le huitième plus grand canton de Suisse, et sa densité de population est comparable à la moyenne nationale (autour de 200 hab./km2).
Le canton est divisé administrativement en sept districts. Une loi sur les agglomérations (LAgg) est entrée en vigueur en 1997 permettant la collaboration intercommunale, notamment pour l'agglomération de Fribourg. Plus de la moitié de la population vit dans des communes urbaines et se répartit principalement dans quatre agglomérations selon les critères de l'Office fédéral de la statistique : autour des villes-centre de Fribourg et Bulle ainsi que Berne et Vevey-Montreux situés hors du canton de Fribourg. Le canton de Fribourg possède trois enclaves dans le canton de Vaud comprenant en tout 22 communes du district de la Broye. Une partie de la commune de Cormondes (en allemand : Gurmels) est également enclavée dans le canton de Berne, il s'agit de Wallenbuch.

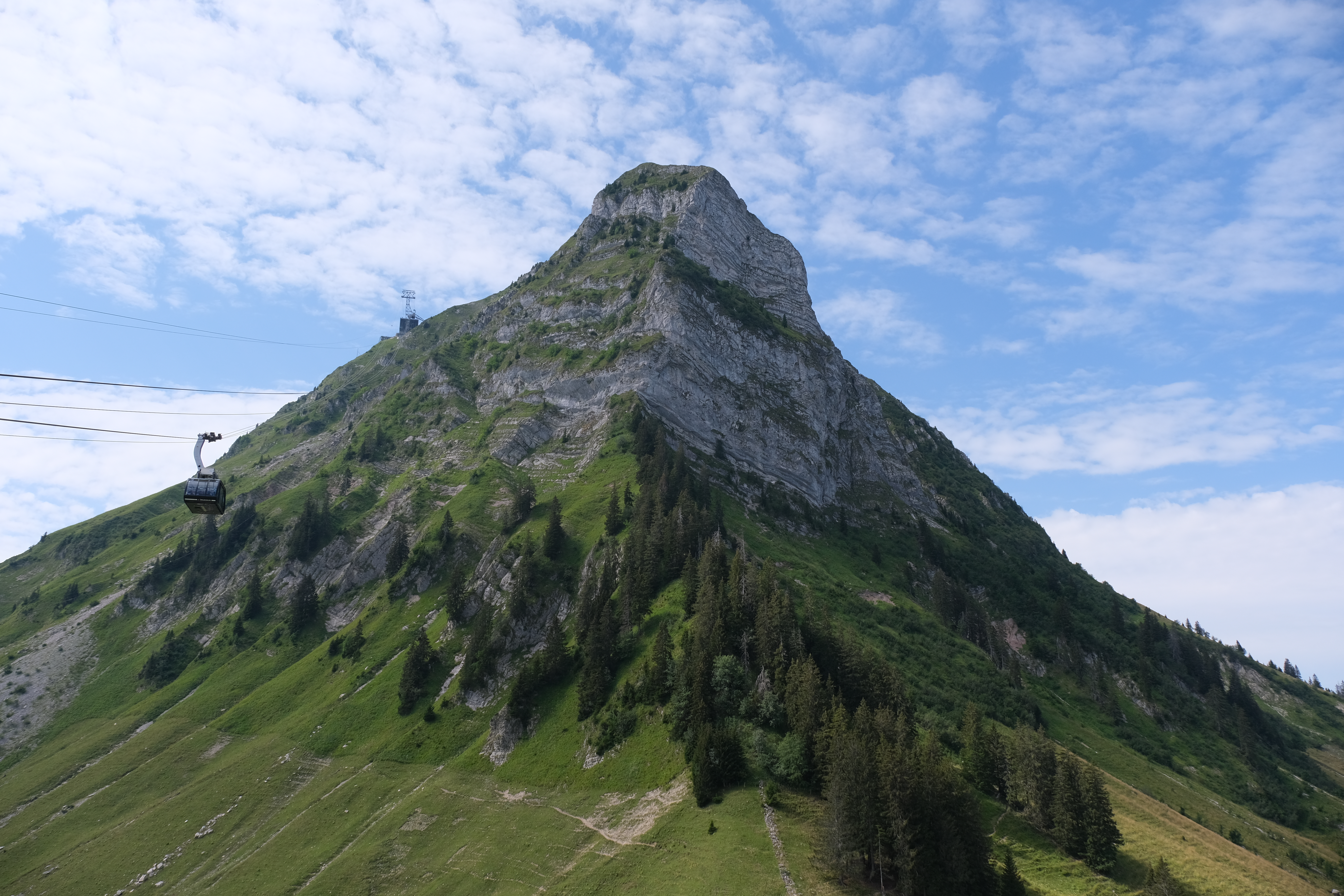
Le Moléson, sommet emblématique des Préalpes fribourgeoises.

Pays de la fondue, le canton de Fribourg est aussi une région de ponts et de transition entre la partie romande et la partie alémanique de la Suisse, entre les lacs (Neuchâtel et Morat) et les montagnes des Préalpes fribourgeoises. Le point le plus haut du canton est le sommet du Vanil Noir, qui culmine à 2 389 mètres. Son point le plus bas se trouve au bord du lac de Neuchâtel, à 429 mètres d'altitude.

### Hydrographie
Quatre rivières principales traversent le canton de Fribourg du sud au nord : la Sarine, la Glâne, la Broye et la Singine. Le canton abrite également le plus important lac artificiel de plaine de Suisse, le lac de la Gruyère. La Sarine entre dans le canton de Fribourg à Montbovon, le traverse du sud au nord en arrosant la capitale puis va se jeter dans l'Aar. La Glâne prend sa source près de Siviriez, passe près de Romont et va se jeter dans la Sarine à quelques centaines de mètres avant Fribourg. La Broye prend sa source près de Semsales avant de se faufiler entre le canton de Fribourg et le canton de Vaud ; elle finit sa course dans le lac de Morat. La Singine prend sa source dans le massif du Gantrisch, puis se jette dans la Sarine à Laupen. Tout le canton est situé sur le bassin versant du Rhin, à l'exception de la Veveyse qui est un affluent du Rhône. Elle se jette en effet dans le Léman après que la Veveyse de Châtel a traversé Châtel-Saint-Denis.

### Montagnes
Le sud et le sud-est du canton constituent la plus grande part des Préalpes fribourgeoises, à la bordure nord des Alpes. Principaux sommets du canton de Fribourg :
| Sommet            | Altitude | Localisation                |
| ----------------- | -------- | --------------------------- |
| Vanil Noir        | 2 389 m  | 46° 31′ 43″ N, 7° 08′ 54″ E |
| Pointe de Paray   | 2 374 m  | 46° 30′ 47″ N, 7° 08′ 13″ E |
| Dent de Brenleire | 2 353 m  | 46° 33′ 03″ N, 7° 10′ 29″ E |
| Dent de Ruth      | 2 236 m  | 46° 33′ 14″ N, 7° 14′ 14″ E |
| Gros Perré        | 2 207 m  | 46° 30′ 11″ N, 7° 07′ 35″ E |
| Vanil Carré       | 2 195 m  | 46° 29′ 49″ N, 7° 07′ 06″ E |
| Kaiseregg         | 2 185 m  | 46° 39′ 10″ N, 7° 19′ 08″ E |
| Hochmatt (en)     | 2 151 m  | 46° 34′ 35″ N, 7° 13′ 18″ E |
| Gros Brun (en)    | 2 104 m  | 46° 37′ 21″ N, 7° 15′ 02″ E |
| Vanil d'Arpille   | 2 084 m  | 46° 37′ 03″ N, 7° 14′ 27″ E |
| Dent de Lys       | 2 013 m  | 46° 30′ 27″ N, 7° 00′ 11″ E |
| Le Moléson        | 2 002 m  | 46° 32′ 56″ N, 7° 01′ 51″ E |
| Vanil des Artses  | 1 991 m  | 46° 26′ 56″ N, 6° 59′ 14″ E |
| Vanil du Van      | 1 966 m  | 46° 32′ 33″ N, 7° 07′ 47″ E |
| Cap au Moine      | 1 941 m  | 46° 28′ 13″ N, 6° 58′ 44″ E |
| Teysachaux        | 1 909 m  | 46° 32′ 03″ N, 6° 59′ 47″ E |
| Dent du Bourgo    | 1 908 m  | 46° 34′ 31″ N, 7° 08′ 24″ E |
| Les Merlas        | 1 907 m  | 46° 32′ 47″ N, 7° 07′ 33″ E |
| Dent du Chamois   | 1 838 m  | 46° 35′ 04″ N, 7° 07′ 49″ E |
| Dent de Broc      | 1 828 m  | 46° 35′ 19″ N, 7° 07′ 40″ E |
| Vanil Blanc       | 1 827 m  | 46° 31′ 04″ N, 7° 01′ 03″ E |
| La Berra          | 1 719 m  | 46° 41′ 13″ N, 7° 09′ 18″ E |
| Vudalla           | 1 678 m  | 46° 32′ 56″ N, 7° 02′ 29″ E |
| Cousimbert        | 1 632 m  | 46° 41′ 31″ N, 7° 11′ 09″ E |

### Climat
Le climat du canton de Fribourg est de type tempéré continental (Dfb selon la classification de Köppen), avec des hivers relativement rudes (température moyenne minimale en janvier des zones habitées : −8,5 °C) et des étés tempérés (température moyenne maximale en août des zones habitées : 23 °C). Il subit une dégradation liée à l'altitude dans les zones préalpines. De plus, les montagnes agissant comme une barrière pour les courants humides, le sud du canton connaît des précipitations relativement abondantes. En revanche, lors des périodes anticycloniques, il subit un courant de bise parfois soutenue, étant situé en grande partie sur le plateau dont la configuration en entonnoir amplifie le phénomène. La région préalpine est quant à elle soumise parfois au foehn.
| Données                         | Station            | jan. | fév. | mars | avril | mai  | juin | jui. | août | sep. | oct. | nov. | déc. | année |
| ------------------------------- | ------------------ | ---- | ---- | ---- | ----- | ---- | ---- | ---- | ---- | ---- | ---- | ---- | ---- | ----- |
| Températures moyennes max. (°C) | Le Moléson         | −0,5 | −0,6 | 0,9  | 3,3   | 8,1  | 11,5 | 14,2 | 13,9 | 10,8 | 8,1  | 2,8  | 0,6  | 6,1   |
| Températures moyennes max. (°C) | Fribourg / Posieux | 2,8  | 4,6  | 9    | 12,7  | 17,6 | 21   | 23,7 | 23,2 | 18,8 | 13,6 | 7,1  | 3,4  | 13,1  |
| Températures moyennes max. (°C) | Plaffeien          | 2,1  | 2,6  | 6    | 9,6   | 14,3 | 17,7 | 20,3 | 19,6 | 15,5 | 11,4 | 5,7  | 3    | 10,7  |
| Températures moyennes min. (°C) | Le Moléson         | −5,8 | −6,3 | −4,9 | −2,5  | 1,9  | 4,9  | 7,3  | 7,4  | 4,7  | 2,1  | −2,7 | −4,9 | 0,1   |
| Températures moyennes min. (°C) | Fribourg / Posieux | −3,3 | −2,9 | 0,3  | 2,8   | 7,3  | 10,5 | 12,6 | 12,2 | 8,9  | 5,6  | 0,7  | −2,0 | 4,4   |
| Températures moyennes min. (°C) | Plaffeien          | −3,8 | −3,7 | −0,9 | 1,8   | 6    | 9,2  | 11,4 | 11,3 | 8,1  | 4,7  | −0,2 | −2,8 | 3,4   |
| Précipitations (mm)             | Le Moléson         | 67   | 71   | 84   | 90    | 132  | 129  | 135  | 141  | 109  | 95   | 82   | 89   | 1 225 |
| Précipitations (mm)             | Fribourg / Posieux | 57   | 55   | 72   | 84    | 126  | 115  | 113  | 117  | 100  | 91   | 74   | 72   | 1 075 |
| Précipitations (mm)             | Plaffeien          | 61   | 54   | 77   | 90    | 149  | 147  | 142  | 152  | 121  | 106  | 76   | 78   | 1 253 |
| Ensoleillement (heures)         | Le Moléson         | 129  | 134  | 146  | 151   | 153  | 166  | 194  | 187  | 164  | 158  | 124  | 112  | 1 819 |
| Ensoleillement (heures)         | Fribourg / Posieux | −    | −    | −    | −     | −    | −    | −    | −    | −    | −    | −    | −    | −     |
| Ensoleillement (heures)         | Plaffeien          | 101  | 115  | 145  | 157   | 175  | 202  | 236  | 219  | 166  | 130  | 95   | 82   | 1 824 |
| Source : MétéoSuisse.           |                    |      |      |      |       |      |      |      |      |      |      |      |      |       |

### Transports et voies de communication
Au centre du Plateau suisse, entre l'arc lémanique et la région Mittelland, le canton de Fribourg joue un rôle de pont et dispose de nombreuses infrastructures routières et ferroviaires.
L'Office de la circulation et de la navigation du canton de Fribourg a pour mission d'admettre des conducteurs, des véhicules et des bateaux présentant toutes les garanties de sécurité sur les routes et les voies d'eau.

#### Réseau ferré
Plusieurs lignes de chemin de fer des CFF traversent le canton, dont la principale est celle de la ligne du Plateau où passent des Intercity et des InterRegio reliant Genève, Lausanne à Berne, Zurich et Saint-Gall ou Lucerne. Tous les trains passant sur cette ligne s'arrêtent à Fribourg et les InterRegio s'arrêtent également à Romont.
Depuis décembre 2011 le canton dispose d'un réseau régional RER Fribourg | Freiburg exploité par les TPF (sur la base du réseau des ex-chemins de fer fribourgeois Gruyère–Fribourg–Morat) et les CFF.

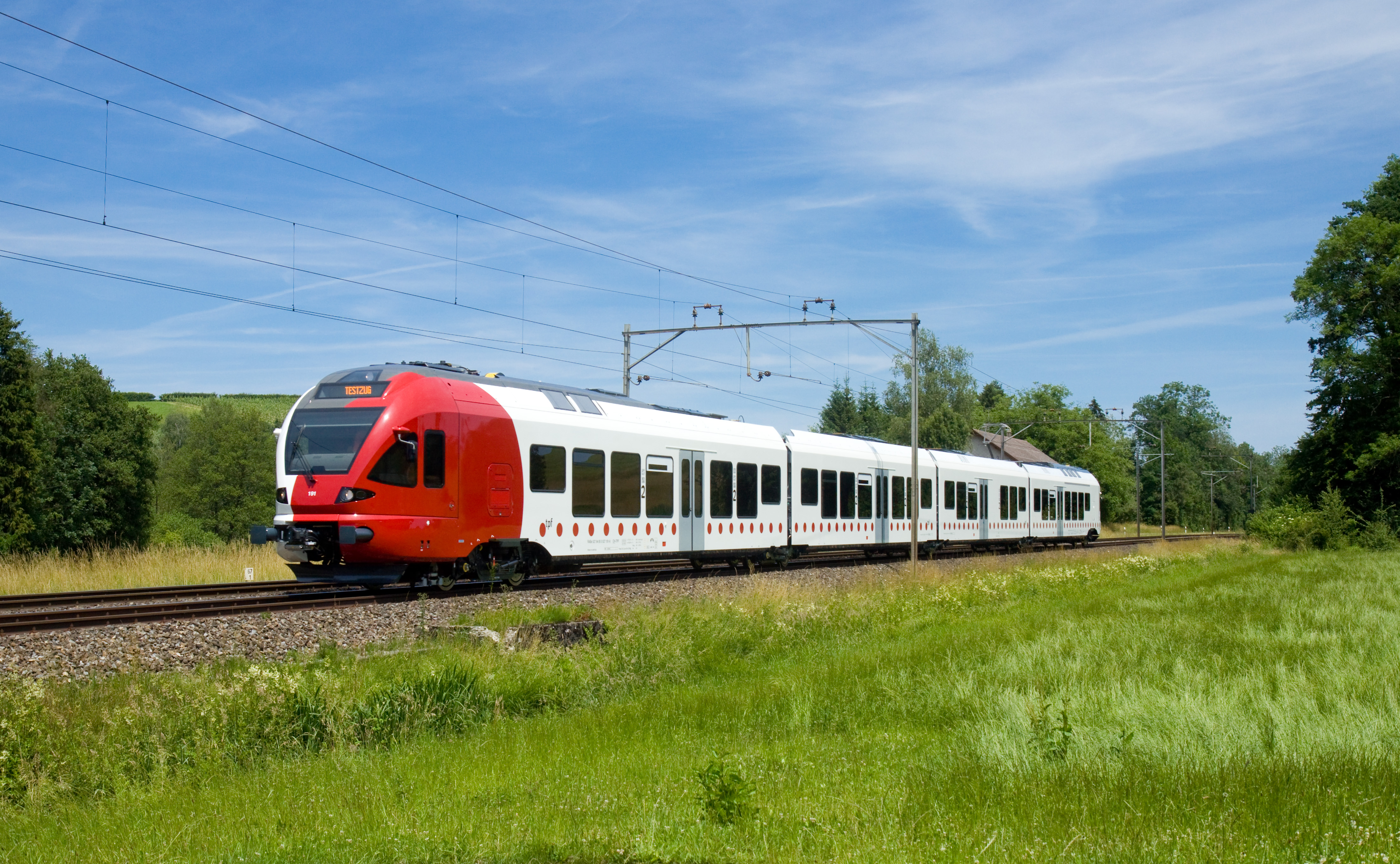
Rame RABe 527 FLIRT du RER fribourgeois en cours d'essai à Sulgen.

Dans le sud du canton, un réseau à voie étroite relie Bulle à Broc, à Montbovon, où une connexion avec le MOB est possible, et à Palézieux par Châtel-Saint-Denis.

#### Réseau de bus
Les Transports publics fribourgeois (TPF) opèrent sur 59 lignes de bus complémentaires au réseau ferré dont les principaux nœuds se situent à Fribourg, Romont et à Bulle. Certaines rallient des localités hors canton comme Schwarzenburg ou Boltigen dans le canton de Berne, Moudon et Avenches dans le canton de Vaud. Quelques lignes sont opérées par les cars postaux. Fribourg et Bulle disposent en outre d'un réseau de bus urbain, qui sont aussi exploités par les TPF.

#### Réseau autoroutier
Le canton de Fribourg est situé sur deux axes autoroutiers d'importance nationale. L'A1 (Genève-Lausanne-Berne-Zurich-Sankt Margrethen) , principal axe est-ouest et l'A12 (Vevey-Fribourg-Berne)  qui permet de relier rapidement les villes du Plateau au Grand-Saint-Bernard et à l'Italie.

## Histoire

### Préhistoire et Antiquité
Le plus ancien site habité retrouvé dans le canton de Fribourg est un campement du Paléolithique supérieur datant de 13500 av. J.-C. situé près du lac de Lussy, dans la commune de Châtel-Saint-Denis. On a également trouvé des traces d'implantation datant du Mésolithique dans des falaises surplombant la Sarine près d'Arconciel, dans la vallée du Gros-Mont sur la commune de Charmey et la vallée de l'Euschels sur la commune de Jaun. Les rivages du lac de Neuchâtel et de celui du lac de Morat, sont le lieu de découvertes de vestiges datant principalement du Néolithique, de l'âge du bronze et de la civilisation de Hallstatt. Quant à la civilisation de la Tène, elle est notamment présente au mont Vully, où les restes d'un oppidum ont été retrouvés. Il s'agit probablement d'un des oppida mentionnés par César dans la Guerre des Gaules.
Dès 58 av. J.-C., le canton passe sous domination romaine. La proximité de la capitale de l'Helvétie romaine, Aventicum, favorise le développement de la région. De nombreux vici, comme celui de Marsens, et quelques villae sont fondés dans tout le territoire. Les vestiges de la villa de Vallon, dans la Broye, sont particulièrement bien conservés et un musée leur est consacré. L'influence romaine se raréfie dès le IIIe siècle avec les premières invasions alémanes.

### Moyen Âge

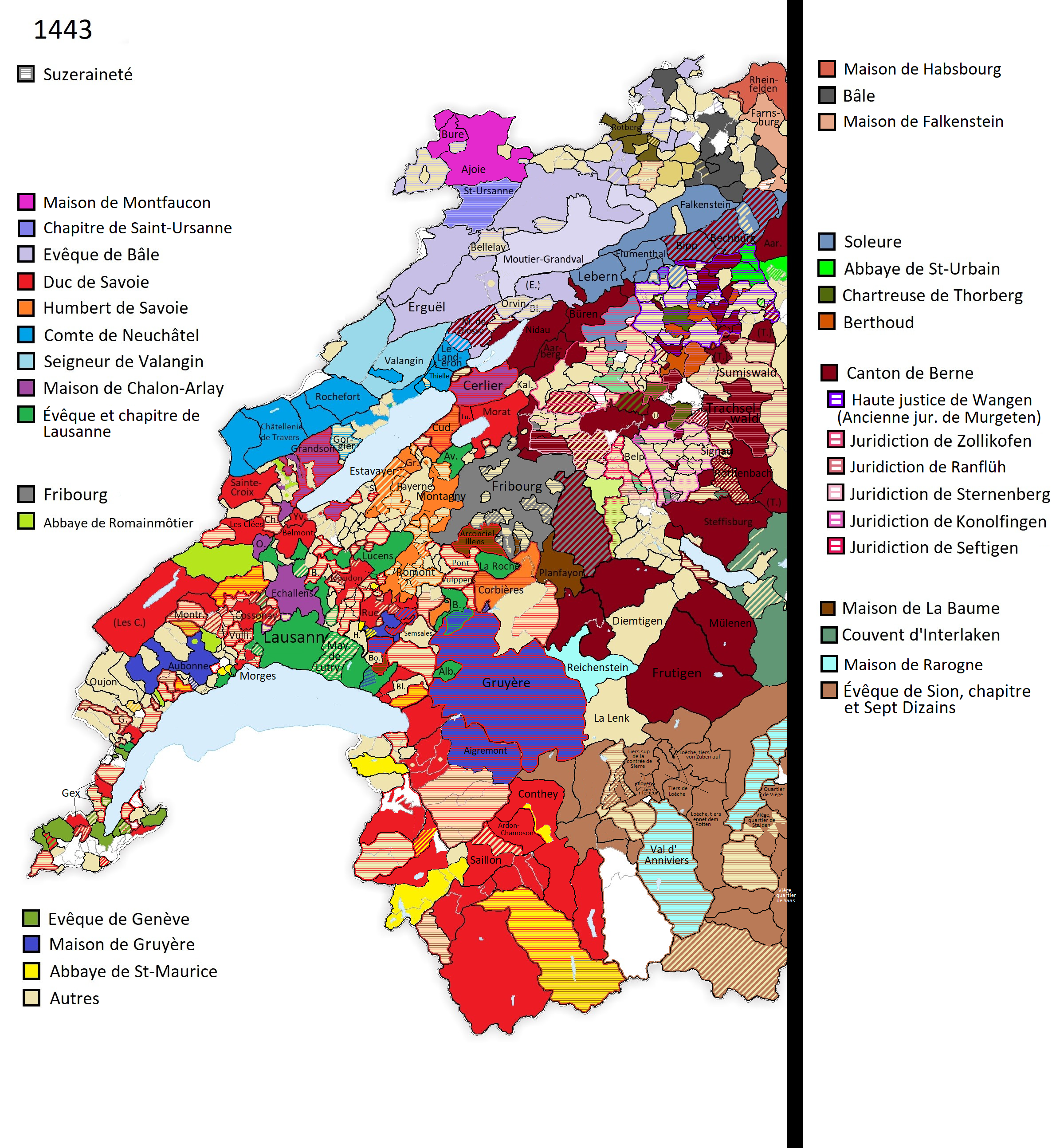
Carte de l'actuelle Suisse occidentale en 1443.

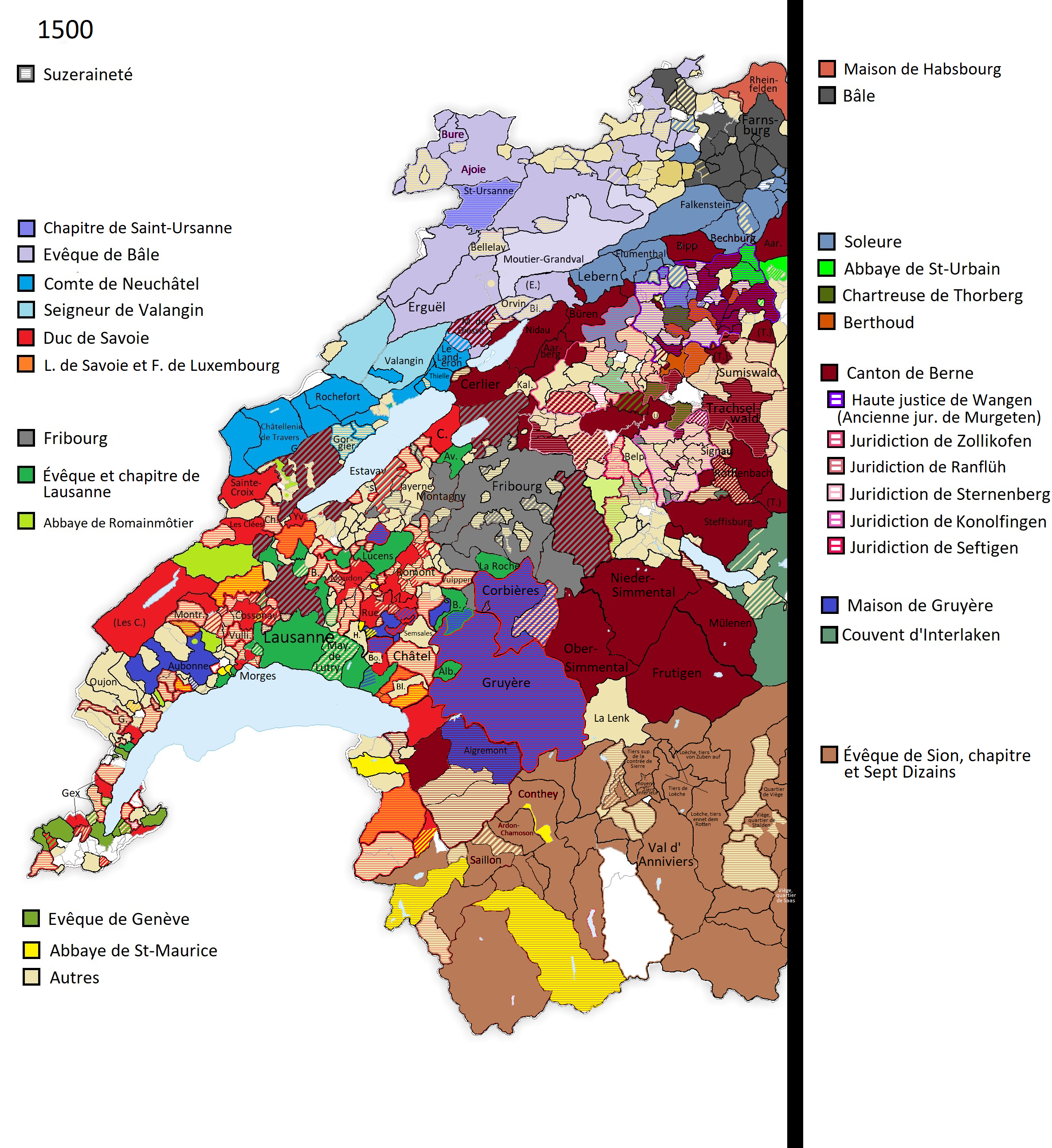
Carte de l'actuelle Suisse occidentale en 1500.

On connaît assez peu l'histoire du canton durant la période qui sépare la fin de l'influence romaine et la création du royaume de Bourgogne au VIe siècle. En 888, à la mort du dernier successeur de Charlemagne, le territoire du canton fait partie du royaume de Bourgogne transjurane puis du second royaume de Bourgogne. Il est rattaché au Saint-Empire romain germanique en 1032. Durant cette période, l'intégralité du canton fait partie du diocèse de Lausanne dont l'évêque a des droits sur la partie sud (Bulle, Albeuve et Riaz). C'est au XIe siècle également qu'apparaissent les mentions des seigneurs de Glâne et des comtes de Gruyère (en 1085).
En 1127, le comte de Bourgogne Guillaume III l'Enfant, fils de Guillaume II et Agnès de Zaehringen, est assassiné au couvent de Payerne. L'oncle du jeune comte, Conrad de Zaehringen, revendique l'héritage du comté de Bourgogne. L'empereur Lothaire III accepte et le nomme recteur de Bourgogne. Cependant, Conrad et son fils Berthold IV subissent une série de revers contre les comtes de Genève d'abord puis voient le comté de Bourgogne leur échapper. Berthold IV n'abandonne toutefois pas l'idée de contrôler l'est du Jura et dans cette optique, fonde une série de villes dans le Plateau, dont Fribourg en 1157.
Au XIIIe siècle, des guerres entre le duc de Zaehringen et ses voisins ravagent le sud du territoire actuel du canton, le comté de Gruyère et la vallée de la Broye. En 1218, à la mort de Berthold V, les possessions des Zaehringen passent aux mains des Kibourg. Le XIIIe siècle voit les différents seigneurs féodaux de la région s'affronter dans des guerres incessantes. Petit à petit, la ville de Fribourg s'affranchit de l'autorité de son suzerain (les Kibourg puis les Habsbourg et les Savoie) et domine les autres petites villes alentour. Lors de la guerre de Bourgogne, Fribourg, le Comte de Gruyère et les possessions de l'évêque de Lausanne s'allient aux Suisses. En 1481, la ville de Fribourg rejoint la Confédération. Dès ce moment et jusqu'à la fin de l'Ancien Régime en 1798, l'histoire du canton se confond avec celle de la ville.

### Ancien Régime
Canton depuis peu, Fribourg choisit au moment de la Réforme de conserver le catholicisme. En 1524, le gouvernement impose la profession de foi à toute la population, les récalcitrants étant contraints à l'exil. Cependant les liens qui unissent Fribourg avec Berne et Genève (traités de combourgeoisie) sont maintenus, même après le passage de ces dernières à la Réforme. En 1536, profitant de l'intrusion bernoise dans le Pays de Vaud, Fribourg s'empare de Romont, Attalens, Bulle et Châtel-Saint-Denis et les transforme en bailliages. En 1555, il s'empare de la partie inférieure du Comté de Gruyère, dont le dernier comte, Michel, est ruiné. Ainsi, le territoire actuel du canton est à peu près formé dès le milieu du XVIe siècle.
On note en réaction à l'enclavement protestant une volonté de développer l'industrie de l'imprimerie et le secteur de l'éducation, mouvement impulsé par Pierre Canisius qui vient s'installer à Fribourg dès 1580. Le premier imprimeur fribourgeois est Abraham Gemperlin (de).
Jusqu'en 1798, le canton de Fribourg sera enclavé dans les possessions bernoises, ce qui provoque de la part de ses autorités une double volonté : ménager son puissant voisin et le dissuader de toute agression en s'alliant auprès des puissances catholiques européennes, la France notamment.

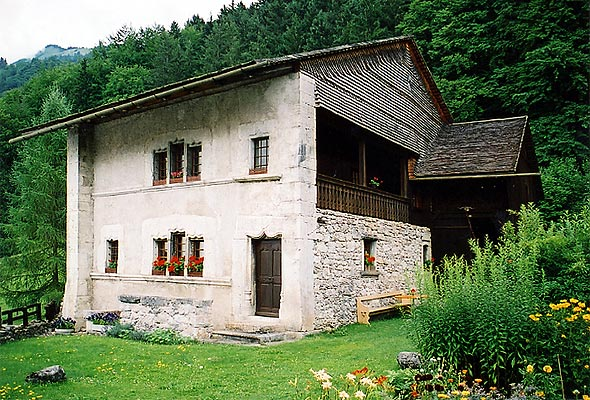
La maison du Banneret à Grandvillard, témoignage de l'âge d'or du gruyère

Dès le milieu du XVIe siècle, un régime de type patricien se met progressivement en place. En 1542 est créé un Conseil secret de dix membres dont font partie les quatre bannerets de la ville. En 1627, les bourgeois membres du Conseil secret se proclament seuls éligibles et en 1684, l'accession à la bourgeoisie est restreinte. Dès lors, le nombre de familles dirigeantes, patriciennes, ne cesse de diminuer. Ni la bourgeoisie commune de la ville ni les bourgeoisies des autres villes du canton ne réagissent au coup d'État. Le régime patricien tentera durant tous les XVIIe et XVIIIe siècles de rationaliser et de centraliser le territoire du canton, fruit des conquêtes du XVIe siècle. Non sans résistance. Les troubles de 1781 en sont la principale manifestation. Cependant, la tentative de Pierre-Nicolas Chenaux de renverser le gouvernement échoue malgré le soutien des paysans de la Gruyère et de la Singine dont les ressentiments envers les réformes des "Lumières patriciennes" étaient vifs.
L'économie fribourgeoise de l'Ancien régime est marquée par la prépondérance écrasante du secteur primaire. Dans les régions préalpines, l'économie fromagère connaît un fort développement. On assiste alors à la création de véritables dynasties de barons du fromage, à Charmey et Grandvillard notamment, dont l'apogée se situe dans la première moitié du XVIIIe siècle. Le commerce est également florissant, preuve en est le nombre élevé de villes tenant de nombreuses foires. Cependant, malgré une situation économique relativement bonne, l'émigration reste importante, notamment sous la forme du service capitulé.

### XIXesiècle
Le 2 mars 1798, les troupes révolutionnaires françaises entrent à Fribourg. C'est la fin de l'Ancien Régime qui s'écroule trois jours avant celui de son voisin bernois. Si dans un premier temps, avec la création du canton de Sarine et Broye, le canton de Fribourg est divisé, il va néanmoins connaître durant la période de la République helvétique sa plus grande extension territoriale. Dès la proclamation de l'Acte de Médiation en 1803, il retrouve ses frontières qui ne changeront plus jusqu'à aujourd'hui. Jouissant des sympathies de Bonaparte, Fribourg obtient le rôle de canton directeur avec Berne, Zurich, Lucerne, Bâle et Soleure. Il est même le premier à tenir ce rôle en 1803. Son avoyer, Louis d'Affry, est Landaman de la Suisse. La Médiation marque le retour au pouvoir de l'aristocratie urbaine, notamment par l'utilisation du suffrage censitaire.
Le 10 janvier 1814, le Grand Conseil dénonce l'Acte de Médiation. Quatre mois plus tard, le 10 mai 1814, le patriciat est rétabli dans tous ses droits, au nom du principe de légitimité de la Restauration. Le caractère réactionnaire est perceptible également dans le rappel des Jésuites en 1818. En 1830, à l'annonce de la révolution de Juillet, les paysans et la population de Fribourg font pression sur le Grand Conseil lors de la « journée des bâtons », le 2 décembre 1830. Celui-ci met fin à la domination du patriciat et un régime libéral se met en place. Cependant, dès les élections de 1834 et 1837, les Conservateurs, appuyés par le clergé, reprennent le pouvoir. En 1845, il adhère au Sonderbund. Lors de la guerre du Sonderbund en 1847, le canton est le premier objectif des troupes fédérales du général Dufour. Il tombe après trois jours d'opérations militaires. Un nouveau régime se met alors en place.

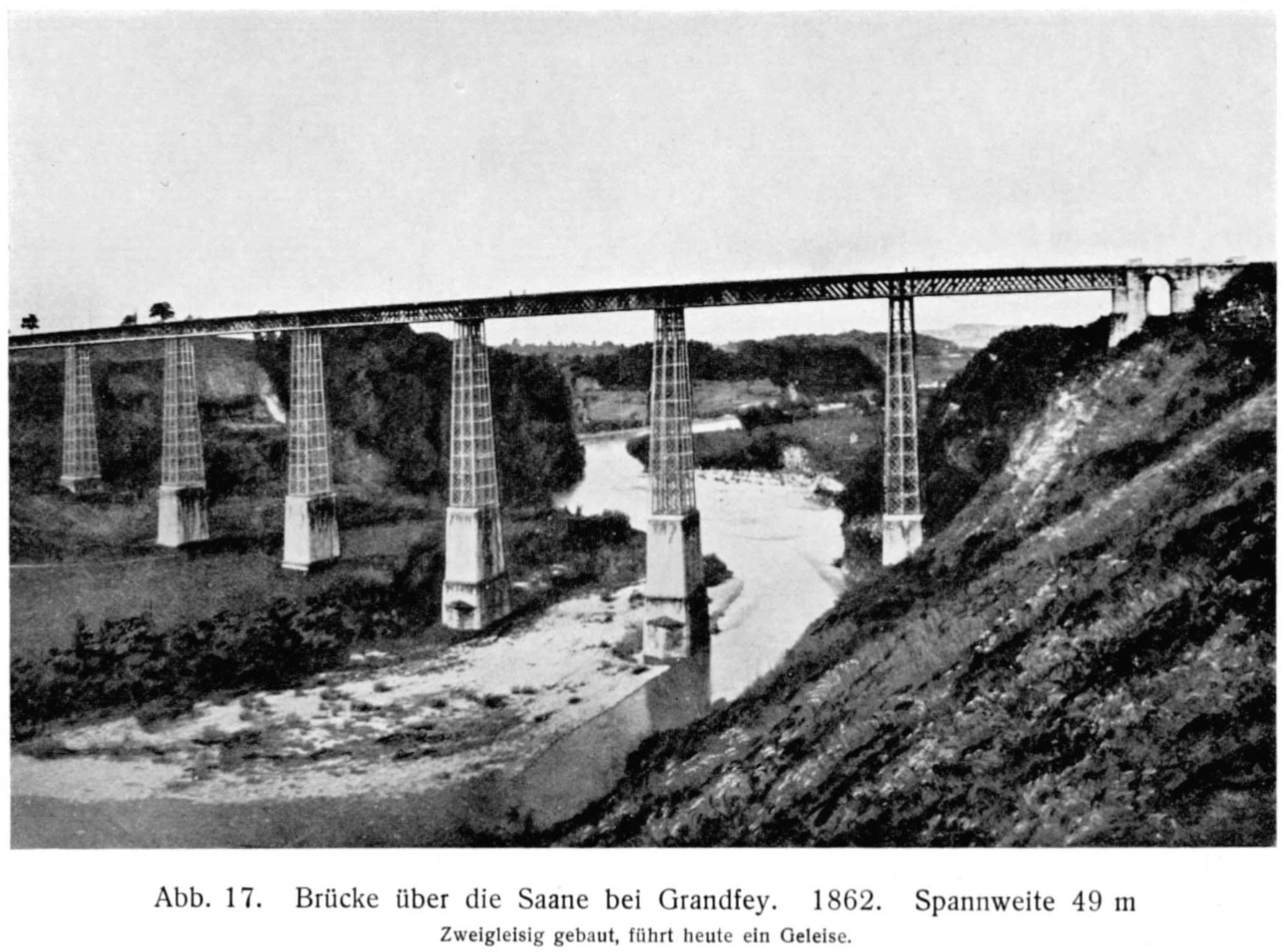
Le Viaduc de Grandfey, construit en 1862, symbole de la modernisation du canton.

Le régime radical en place en 1848, fortement anticlérical, réorganise le territoire en sept districts (les sept districts actuels) et tente de limiter au maximum l'influence du clergé. Mais son influence ne dure pas. Dès 1856, les Conservateurs reprennent le pouvoir et révisent la constitution en y supprimant les articles anticléricaux. Ils s'appuient sur leur nouveau journal La Liberté et sur diverses associations catholiques. En 1886 accède au pouvoir Georges Python dont les idées, mêlant conservatisme catholique et ambitions industrielles, donnent naissance à la période de la « République chrétienne ». Durant cette époque, le canton se modernise avec plus ou moins de succès par la création de la Société des Eaux et Forêts (futures Entreprises électriques fribourgeoises, EEF, et actuel « Groupe E »), de la Banque d’État, de l'hôpital cantonal de Fribourg, de l'école catholique internationale d'infirmières de Fribourg (actuelle Haute école de santé) ou encore de l'Université de Fribourg.

### Époque contemporaine
Lors de la Première Guerre mondiale, le canton, bilingue, se divise entre pro-Entente et pro-Centraux. L'entre-deux-guerres est une période difficile pour le canton, majoritairement agricole et dont l'économie souffre des différentes crises. Dès les années 1950, le canton prend conscience de son retard et profite de la conjoncture économique très positive pour se moderniser par la construction de barrages et le développement du réseau routier. Il attire de nouvelles industries par des avantages fiscaux. La part de l'agriculture passe alors de 47 % en 1920 à 18 % en 1970 des actifs, le secondaire de 28 à 46 % et le tertiaire de 25 à 36 %. Parallèlement, l'hégémonie conservatrice s'estompe au profit d'une répartition intégrant dans le gouvernement les anciens adversaires radicaux dès 1919 et les socialistes dès 1959. En 2004, le canton se dote d'une nouvelle constitution.

## Administration

### Districts

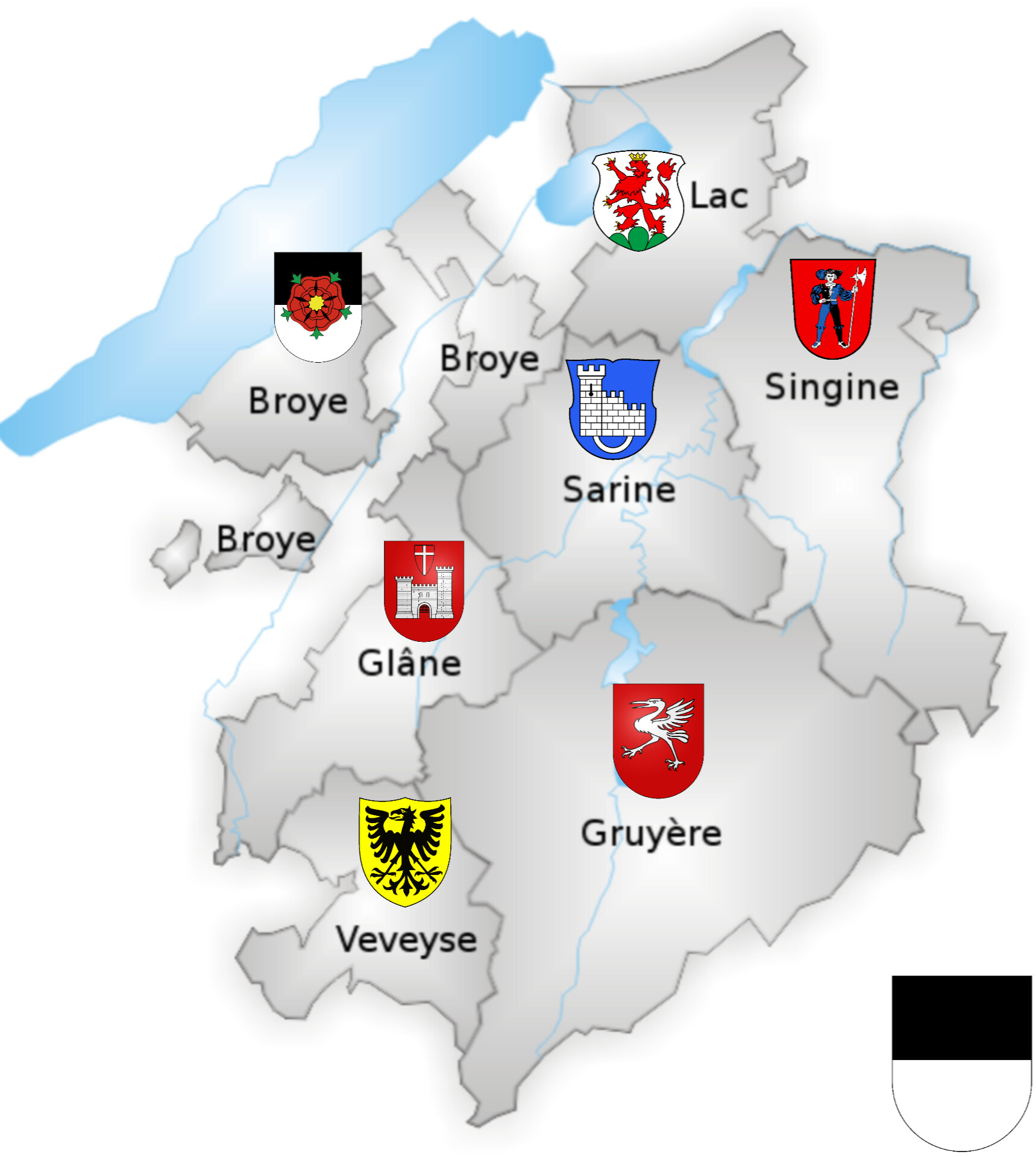
Les districts du canton.

Le canton de Fribourg est divisé en sept districts :
| Blason                           | District | Chef-lieu          | Langue(s) officielle(s) | Communes | Population (décembre 2023) | Superficie (km2) | Densité (hab./km2) |
| -------------------------------- | -------- | ------------------ | ----------------------- | -------- | -------------------------- | ---------------- | ------------------ |
| Blason du district de la Broye   | Broye    | Estavayer-le-Lac   | Français                | 30       | 35 865                     | 173,7            | 206                |
| Blason du district de la Glâne   | Glâne    | Romont             | Français                | 19       | 26 511                     | 168,73           | 157                |
| Blason du district de la Gruyère | Gruyère  | Bulle              | Bilingue                | 26       | 61 441                     | 489,37           | 126                |
| Blason du district du Lac        | Lac      | Morat              | Bilingue                | 26       | 39 299                     | 144,91           | 271                |
| Blason du district de la Sarine  | Sarine   | Fribourg           | Français                | 36       | 111 151                    | 217,65           | 511                |
| Blason du district de la Singine | Singine  | Tavel              | Allemand                | 19       | 46 081                     | 265,22           | 174                |
| Blason du district de la Veveyse | Veveyse  | Châtel-Saint-Denis | Français                | 9        | 21 189                     | 134,23           | 158                |
|                                  | Total    |                    |                         | 165      | 341 537                    | 1 670,7          | 204                |

### Communes
En 2025, le canton de Fribourg comprend 121 communes. Seules Fribourg, Bulle et Villars-sur-Glâne sont considérées statistiquement comme des villes (plus de 10 000 habitants). Cependant plusieurs communes jouissent du titre de ville du fait de leur histoire. Le plus célèbre exemple étant la ville de Gruyères, ancien siège des comtes de Gruyère. Au 31 décembre 2018, les dix communes les plus peuplées sont :
| Commune            | Nombre d'habitants |
| ------------------ | ------------------ |
| Fribourg           | 38 365             |
| Bulle              | 23 439             |
| Villars-sur-Glâne  | 12 094             |
| Estavayer          | 9 716              |
| Morat              | 8 279              |
| Marly              | 8 193              |
| Guin               | 7 964              |
| Tavel              | 7 554              |
| Gibloux            | 7 448              |
| Châtel-Saint-Denis | 6 971              |

### Politique
Le canton de Fribourg est une république parlementaire. Le pouvoir législatif, autorité suprême, est exercé par le Grand Conseil formé de 110 députés élus par le peuple au suffrage universel. Le pouvoir exécutif est exercé par le Conseil d'État, formé de sept membres élus eux aussi par le peuple. Le pouvoir judiciaire est exercé quant à lui par des tribunaux de district (première instance) et un Tribunal cantonal.
La Constitution fribourgeoise a connu une révision totale acceptée par le peuple en 2004.

### Sécurité
Le canton dispose d'une police cantonale pour assurer la sécurité de la population. Outre le commandement et les services administratifs, la police cantonale de Fribourg est composée de deux services principaux :
- la gendarmerie : maintien de l'ordre[39] ;
- la police de sûreté : missions de police criminelle et judiciaire[39].

Le canton gère également deux établissements pénitentiaires :
- la prison centrale de Fribourg (Fribourg) : détention préventive et exécution de courtes peines[40] ;
- les établissements de Bellechasse (Sugiez) : exécution de peines[40].

En 2020, la fermeture de la prison centrale est votée par le Grand conseil. Un programme de construction est prévu pour développer le site de Bellechasse et y regrouper l'intégralité des activités pénitentiaires fribourgeoises.

## Démographie

### Population
Au 31 décembre 2023, le canton de Fribourg compte 341 537 habitants, soit 3,9 % de la population totale de la Suisse. Il est ainsi le dixième canton le plus peuplé. Sa densité de population atteint 204 hab/km2.
Le graphique qui aurait dû être présenté ici ne peut pas être affiché car il utilise l'ancienne extension Graph, désactivée pour des questions de sécurité. Des indications pour créer un nouveau graphique avec la nouvelle extension Chart sont disponibles ici.

### Répartition par sexe
En 2011, la population fribourgeoise se répartit comme suit :
- 141 710 hommes ;
- 142 958 femmes.

### Recherche et enseignement

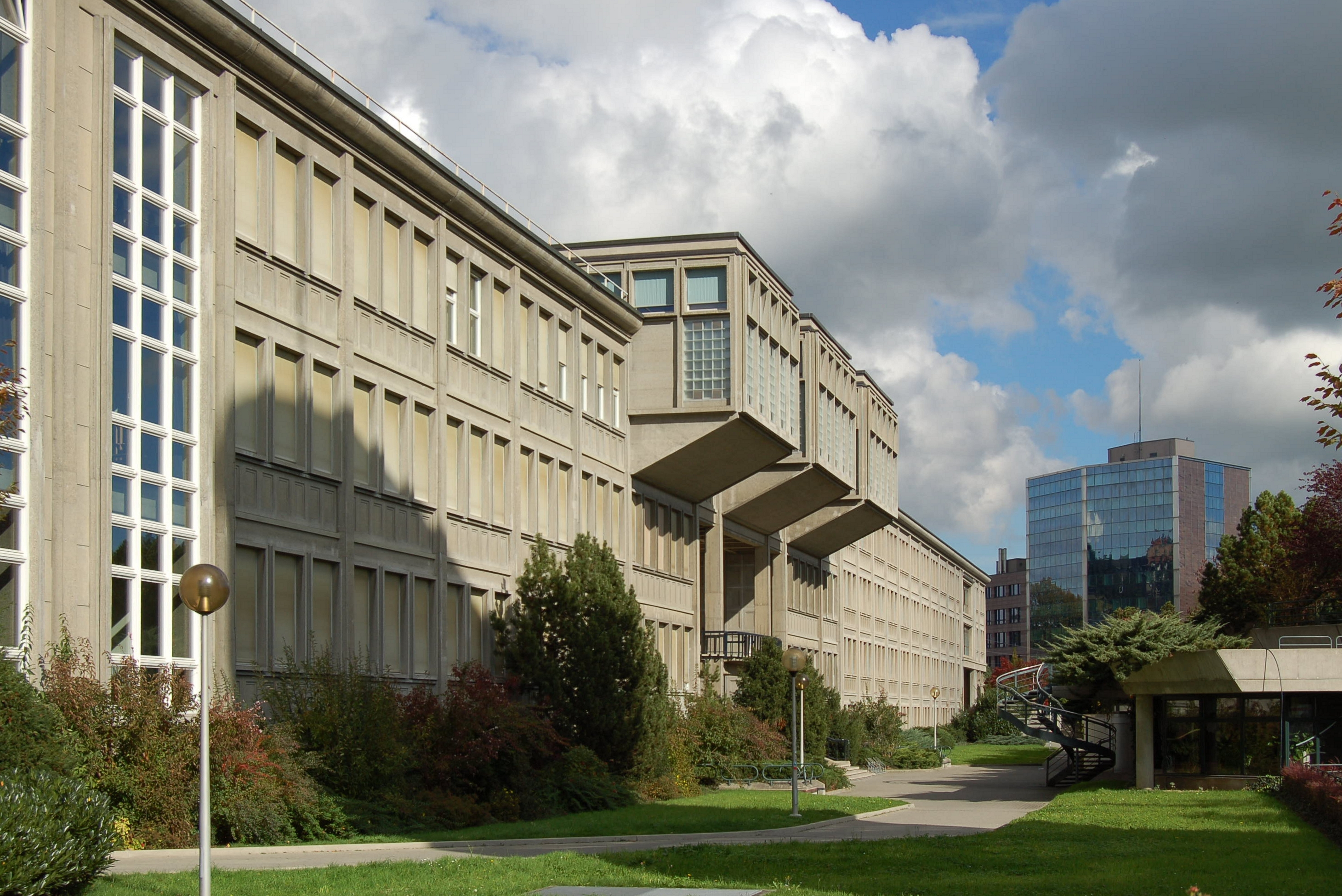
L'université, site de Miséricorde.

Le canton de Fribourg dispose d'un système éducatif allant de l'école enfantine aux formations universitaires proposées par l'Université de Fribourg, et ce, tant en français qu'en allemand. Depuis 2011, les écoles obligatoires francophones sont compatibles avec le plan d'études romand (PER).
En 2014, l'État de Fribourg concrétise une alliance entre l'EPFL, l'UniFR et la Haute école d'ingénierie et d'architecture de Fribourg avec la création du Smart Living Lab, centre de recherche dédié au futur de l'environnement bâti.

### Religion
Le canton de Fribourg compte une part de sa population religieuse en augmentation selon les données des recensements fédéraux ainsi que du registre des habitants.
En 1990, la répartition est de 188 329 citoyens de confession catholique romaine, répartis entre 169 363 citoyens suisses et 18 966 citoyens étrangers ; 31 652 citoyens de confession protestante, répartis entre 30 360 citoyens suisses et 1 292 citoyens étrangers ; 188 citoyens de confession juive, répartis entre 145 citoyens suisses et 43 citoyens étrangers ; ainsi que 20 260 citoyens déclarés sous une autre, sans, confession ou sans indication, répartis entre 13 703 citoyens suisses et 6 557 citoyens étrangers.
En 2000, la répartition est de 188 385 citoyens de confession catholique romaine, répartis entre 170 069 citoyens suisses et 18 316 citoyens étrangers ; 35 682 citoyens de confession protestante, répartis entre 34 401 citoyens suisses et 1 281 citoyens étrangers ; 172 citoyens de confession juive, répartis entre 138 citoyens suisses et 34 citoyens étrangers ; ainsi que 52 991 citoyens déclarés sous une autre, sans, confession ou sans indication, répartis entre 37 098 citoyens suisses et 15 893 citoyens étrangers.
En 2011, la répartition est de 213 548 citoyens de confession catholique romaine, répartis entre 184 851 citoyens suisses et 28 697 citoyens étrangers ; 41 466 citoyens de confession protestante, répartis entre 39 949 citoyens suisses et 1 517 citoyens étrangers ; 66 citoyens de confession juive, répartis entre 53 citoyens suisses et treize citoyens étrangers ; ainsi que 78 942 citoyens déclarés sous une autre, sans, confession ou sans indication, répartis entre 56 357 citoyens suisses et 22 585 citoyens étrangers.
Dans les personnes déclarées sous une autre confession, en 1990, 882 se sont déclarés appartenant à une église orthodoxe ou chrétienne orientale et 3 162 de confession musulmane. En 2000, ce nombre passe à 1 961 pour les chrétiens orthodoxes et orientaux et à 7 389 pour les musulmans.

#### Catholicisme
L'Église catholique romaine est la communauté religieuse la plus importante du canton, avec une part de 41,82 % de la population en 2000. Cette Église est rattachée au diocèse de Lausanne, Genève et Fribourg et est constituée de 141 paroisses formées en treize unités pastorales dont cinq sont germanophones, une est bilingue et trois sont intercantonales dans la région de la Broye.
Parmi les autres communautés d'origine catholique romaine, mais non rattachées à Rome, se trouvent sur le territoire cantonal, la Fraternité sacerdotale Saint-Pie-X avec trois lieux de cultes. Un à Fribourg avec 130 fidèles réguliers ; un second à Enney une centaine de fidèles, ainsi qu'un troisième lieu de culte à La Villette/Im Fang. Depuis le XIXe siècle, est aussi établie l'Église catholique-chrétienne et depuis les années 1970, dans la région de Jaun, l'Église chrétienne palmarienne.

#### Protestantisme
L'Église évangélique réformée est reconnue de droit public depuis la loi du 21 février 1854. Avant cette période, seules quelques communes de la région de Morat étaient protestantes. Le reste du canton était entièrement catholique, à l'exception de la ville de Fribourg où un culte protestant régulier existe depuis 1836. La présence de protestants dans le canton est principalement due à la migration intercantonale. Cette Église est formée de seize paroisses dont huit sont germanophones, trois sont bilingues et cinq sont francophones.
Avant 1980, il n'y a pas d'Églises évangéliques francophones dans le canton. Elles apparaissent dans les années 1980 et 1990. Il y a quinze Églises évangéliques différentes dont quatre sont issues de la migration.
Parmi les autres communautés protestantes, il y a l'Église adventiste du septième jour présente depuis 1958 et la Mission Timothée présente depuis 1987 dans le canton.

#### Orthodoxie et chrétiens orientaux
Le patriarcat œcuménique de Constantinople possède une paroisse à Fribourg canoniquement constituée en 1986 et sous la juridiction de l'Archevêché orthodoxe de Suisse. La paroisse célèbre la divine liturgie en français de par sa nature multiethnique. L'Église orthodoxe roumaine administre la Paroisse Saint Dimitri le Nouveau de Bassarabov à Fribourg et, depuis 2008, l'Église érythréenne orthodoxe possède une paroisse formée d'environ soixante membres en 2011.

#### Autres communautés dites du christianisme
L'Église néo-apostolique est présente dans le canton depuis les années 1930. Elle possède un lieu de culte à Morat depuis les années 1930, mais ayant fermé pendant la Seconde Guerre mondiale, un deuxième à Fribourg depuis 1934 et un troisième à Bulle depuis 1984.
Les Témoins de Jéhovah sont présents depuis 1950, avec une estimation à environ mille fidèles appartenant à ce mouvement en 2011.
L'Église de Jésus-Christ des saints des derniers jours est présente dans le canton depuis 1972 et compte environ 160 membres en 2011.

#### Judaïsme
La communauté israélite est formée de droit privé en 1985 et reconnue de droit public en 1990. C'est la plus petite des communautés religieuses reconnues par l'État. Elle possède une synagogue à Fribourg.

#### Islam
En l'an 2000, 7 389 citoyens se déclarent musulmans dont 6 281 étrangers et 1 108 suisses. Les musulmans sont répartis entre centres islamiques, répondant tous du sunnisme. Il n'existe aucun centre chiite dans le canton.
Dans le district de la Gruyère, il existe le centre culturel islamique albanais de la Gruyère, fondé à Bulle en 2005 et comptant soixante membres actifs.
Dans le district de la Sarine, il y a le Centre culturel islamique de Fribourg qui existe depuis les années 1980 et est formé essentiellement de turcs. Il y a aussi l'Association des musulmans de Fribourg formée par des musulmans de langue arabe, dont des tunisiens. Elle compte trente membres actifs. Est aussi présente dans la ville depuis 1996, l'Association culturelle islamique albanaise de Fribourg formée d'environ deux cents fidèles. À la suite de quelques dissensions, en août 2011 est créé le Centre islamique Unité, formé de 35 membres. Il y a aussi un regroupement de soufis sous l'égide de la Tariqa Naqshbandiya formé d'une vingtaine de membres mais non regroupés en association,.
Dans le district du Lac, il y a l'Islamisches Kulturzentrum, formé, en 1998, par des membres venant d'ex-Yougoslavie. L'association compte 115 familles payant une cotisation.

#### Bouddhisme
En 2000, 481 personnes se déclarent bouddhistes. Il n'y a a priori aucun groupe bouddhique « ethnique », c'est-à-dire issu de pays où le bouddhisme est la religion principale. Toutes les personnes déclarées bouddhistes sont des occidentaux qui se sont tournés vers cette religion. Il y a cinq groupes bouddhistes dans le canton.

#### Autres mouvements religieux
Depuis 1993, il y a une communauté alévie dans le canton, regroupée dans le centre culturel alévi de Fribourg et formée d'environ 1 500 membres en 2011.
Il y a aussi une petite communauté baha'ie formée de deux assemblées spirituelles d'une dizaine de membres chacune à Fribourg et à Bulle.
Il existe d'autres mouvements religieux, notamment issus de l'hindouisme, particulièrement à Fribourg et Bulle.

### Évolution de la population
|      | Population 01-01 | Naissances | Décès | Solde naturel | Solde migratoire | Population 31-12 | Accroissement | %   |
| 1999 | 232 086          | 2 934      | 1 888 | 1 046         | 1 156            | 234 307          | 2 221         | 1,0 |
| 2000 | 234 307          |            |       |               |                  | 237 044          | 2 737         | 1,2 |
| 2001 | 237 044          | 2 850      | 1 846 | 1 004         | 2 154            | 240 339          | 3 295         | 1,4 |
| 2002 | 240 339          | 2 684      | 1 883 | 801           | 2 896            | 243 400          | 3 061         | 1,3 |
| 2003 | 243 400          | 2 812      | 1 934 | 878           | 2 602            | 246 656          | 3 256         | 1,3 |
| 2004 | 246 656          | 2 782      | 1 918 | 864           | 2 974            | 250 377          | 3 721         | 1,5 |
| 2005 | 250 377          | 2 745      | 1 873 | 872           | 2 785            | 253 954          | 3 577         | 1,4 |
| 2006 | 253 954          | 2 803      | 1 856 | 947           | 2 810            | 258 225          | 4 298         | 1,7 |

### Répartition linguistique par district
Lors du recensement effectué en 2000, la répartition linguistique était la suivante :
| District               | Langue | Population 2000 | % Allemand | % Français | % autres | Population 2005 |
| ---------------------- | ------ | --------------- | ---------- | ---------- | -------- | --------------- |
| District de la Broye   | Fr     | 21 309          | 6,3        | 87,7       | 6,0      | 23 119          |
| District de la Glâne   | Fr     | 17 774          | 2,5        | 92,0       | 5,5      | 18 882          |
| District de la Gruyère | Fr-Al  | 38 070          | 5,1        | 88,2       | 6,7      | 41 514          |
| District de la Sarine  | Fr-Al  | 85 465          | 14,5       | 75,3       | 10,2     | 86 453          |
| District du Lac        | Al-Fr  | 28 175          | 67,1       | 24,9       | 1,2      | 30 406          |
| District de la Singine | Al     | 38 299          | 92,1       | 3,2        | 4,7      | 39 523          |
| District de la Veveyse | Fr     | 12 614          | 2,7        | 91,7       | 5,6      | 14 057          |

## Culture locale

### Héraldique

Armoiries du canton de Fribourg.

Le canton de Fribourg a pour emblèmes un drapeau et un blason. Les armoiries de Fribourg se blasonnent : Coupé de sable et d'argent.
Le duc Berthold IV de Zähringen fonde la Ville de Fribourg en 1157. La légende raconte qu'il était alors à la chasse et que, surpris par la nuit et par l'orage, il se perdit et fut accueilli pour la nuit par un bûcheron. Ce dernier étant fort pauvre, il le fit dormir sous deux sacs, l'un de farine et l'autre de charbon. Le duc voit, en s'éveillant le lendemain matin, ses vêtements à moitié blancs et à moitié noirs. C'est ainsi qu'il décida que la ville qu'il allait fonder aurait comme « couleurs » le blanc et le noir. Au fil du temps, cet emblème est devenu celui, non plus de la ville, mais du canton de Fribourg.

### Langues

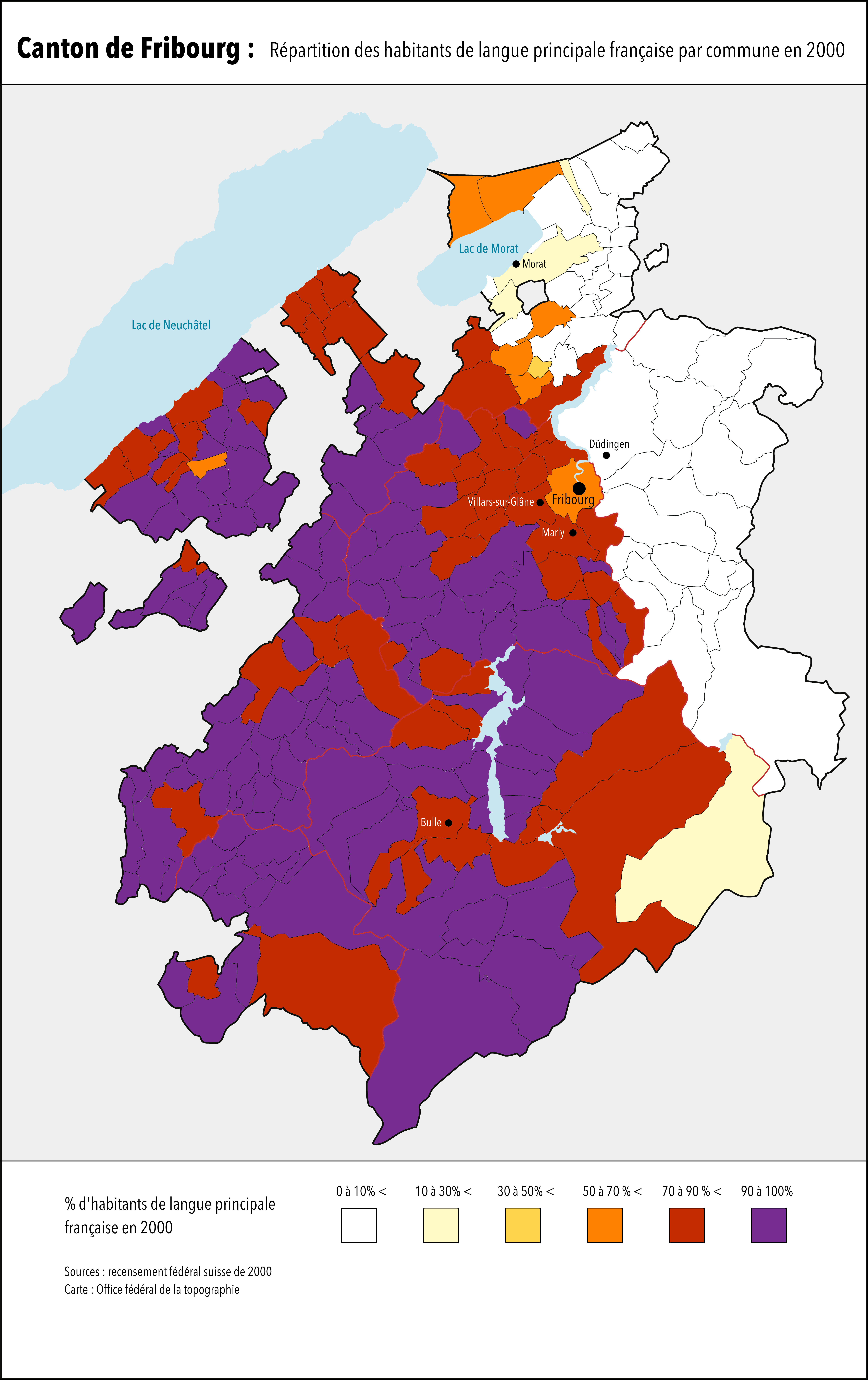
Pourcentage d'habitants ayant le français comme langue principale en 2000.

Le canton de Fribourg est un canton bilingue, il dispose de deux langues officielles : le français et l’allemand.
Les langues parlées en 2016 sont :
- le français par 68,4 % des habitants ;
- l’allemand par 26,2 % des habitants, principalement situés dans l’est et le nord du canton ;
- l'italien 2,3 % ;
- l'anglais 2,9 % ;
- les autres langues 17,8 %.

| Langue principale parlée par la population résidente (en %) | Légende                                                        |
| ----------------------------------------------------------- | -------------------------------------------------------------- |
|                                                             | - Français - Allemand - Italien - Autre(s) langue(s) seulement |
| Sources                                                     |                                                                |

Les germanophones parlent principalement des dialectes suisse-alémaniques, mais l’allemand standard suisse est utilisé à l’écrit, ainsi que dans les écoles et pour toutes les fonctions officielles. On y parle principalement le dialecte singinois Senslerdeutsch ou Seislertütsch. Celui-ci a tendance à disparaître et à être remplacé par le dialecte bernois Bernerdeutsch ou Bärntütsch[réf. souhaitée].
D’autres langues sont parlées dans le canton, sans être officielles. Le bolze est un patois de la basse-ville (vieille ville) de Fribourg, c’est un mélange de singinois et de français.
Les patois fribourgeois sont des dialectes d'une « langue gallo-romane indépendante », le francoprovençal. Ils sont surtout parlés à la campagne par les personnes d’un certain âge. La mobilisation pour cette langue est en mouvement mais son résultat à long terme est encore discutable. Dans le canton, les patois fribourgeois survivent principalement par la musique, bon nombre de chants traditionnels ayant été rédigés dans ces dialectes. Certains médias, comme Radio Fribourg ou La Gruyère, proposent également des émissions ou rubriques en patois fribourgeois. La zone assignée de nos jours au français appartient traditionnellement au domaine linguistique du francoprovençal.

### Traditions
- Lyoba
- Poya
- Bénichon

#### Le chant choral
Les Fribourgeois sont à ce point épris de vocalises que l’on compte dans ce canton près d’un chanteur « organisé » pour 35 habitants. Chœurs d’église et chœurs profanes, mixtes ou non ; chœurs de jeunes et de moins jeunes rossignols, aux visées professionnelles ou ludiques : la Fédération fribourgeoise des Chorales rassemble près de 7 200 chanteurs, actifs dans 234 ensembles distincts, sans compter les formations éphémères qui voient le jour autour de projets ponctuels, et les ensembles informels qui pratiquent le chant hors des structures associatives.
Cette densité exceptionnelle s’explique par une tradition séculaire solidement ancrée dans l’histoire régionale. Si le mouvement choral s’est développé dans tous les cantons catholiques, c’est en effet à Fribourg — dans une société rurale fermement encadrée par le clergé — qu’il a trouvé son meilleur terreau. Créé en parallèle, ce mouvement choral s’est cependant développé indépendamment du contexte religieux — et parfois en réaction à ce dernier. La figure de l'abbé Joseph Bovet (1879-1951), sorte de Guisan fribourgeois, permis en revanche de fédérer les différents sons de cloche du canton, et son charisme régna longtemps sur la vie chorale de toute la région. Le XXe siècle a pourtant vu les répertoires se diversifier et les zones de recrutement s’élargir, éloignant un peu la tradition propre à une civilisation paroissiale, où l’on chantait avant tout avec son village, à l’ombre du clocher et au rythme de la vie locale…
Depuis 1992, se trouve dans l'ancienne église de Jaun le Cantorama, la maison du chant choral fribourgeois.

## Lieux et monuments
Le canton de Fribourg possède un patrimoine architectural, témoin d'une longue histoire et de la proximité de deux aires culturelles importantes. L'Office fédéral de la Culture recense 55 sites fribourgeois d'importance nationale dans l'inventaire ISOS. Le patrimoine architectural fribourgeois comporte des édifices religieux (la collégiale de Romont ou la cathédrale Saint-Nicolas de Fribourg par exemple), des châteaux (Gruyères, Bulle), des maisons patriciennes dans et hors de Fribourg, mais aussi des sites industriels (barrages de Montsalvens et de la Maigrauge) ou des témoins de l'histoire récente (funiculaire de Fribourg). Le Service des biens culturels, organe cantonal, est chargé du recensement, de la protection et de la conservation du patrimoine.

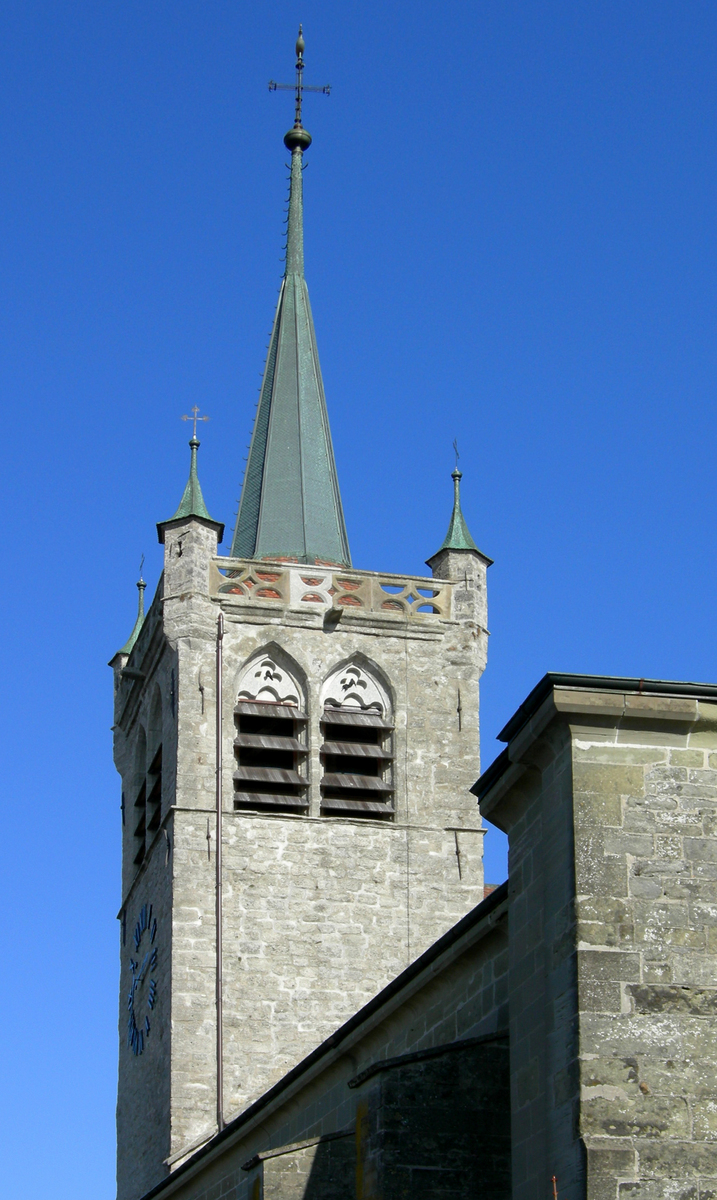
Le clocher de la collégiale de Romont.
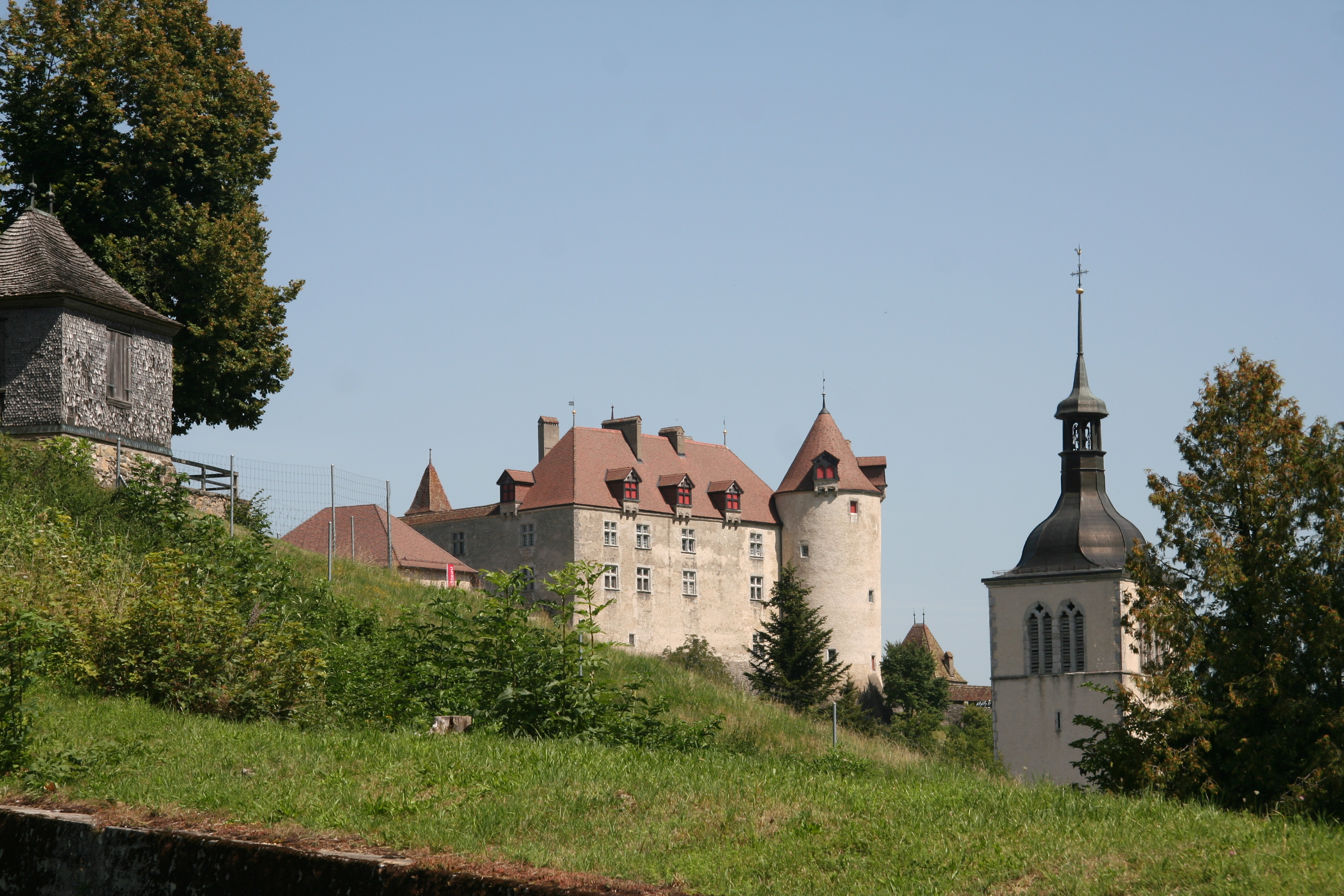
Le château de Gruyères.
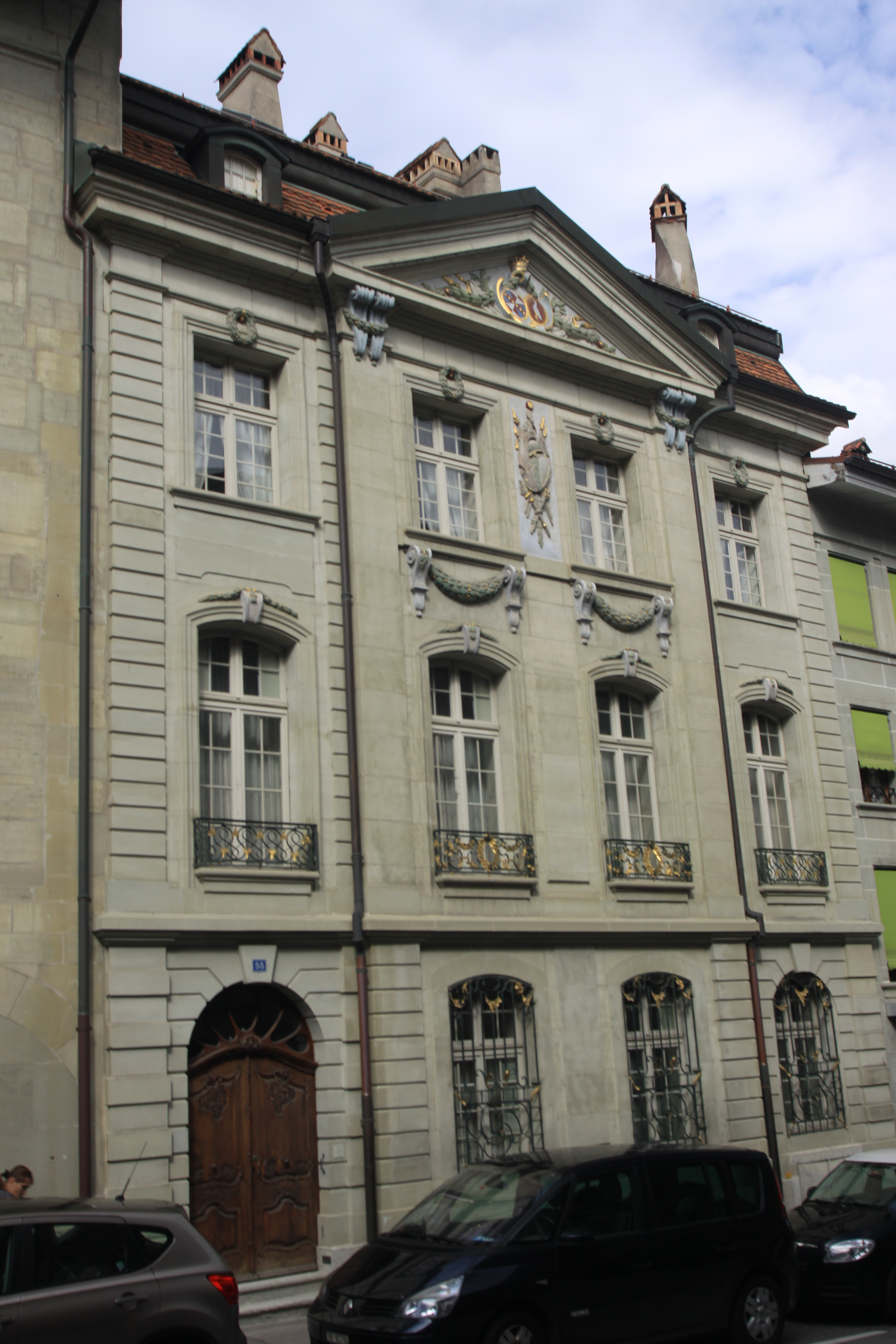
Une maison patricienne de la Grand-Rue de Fribourg.
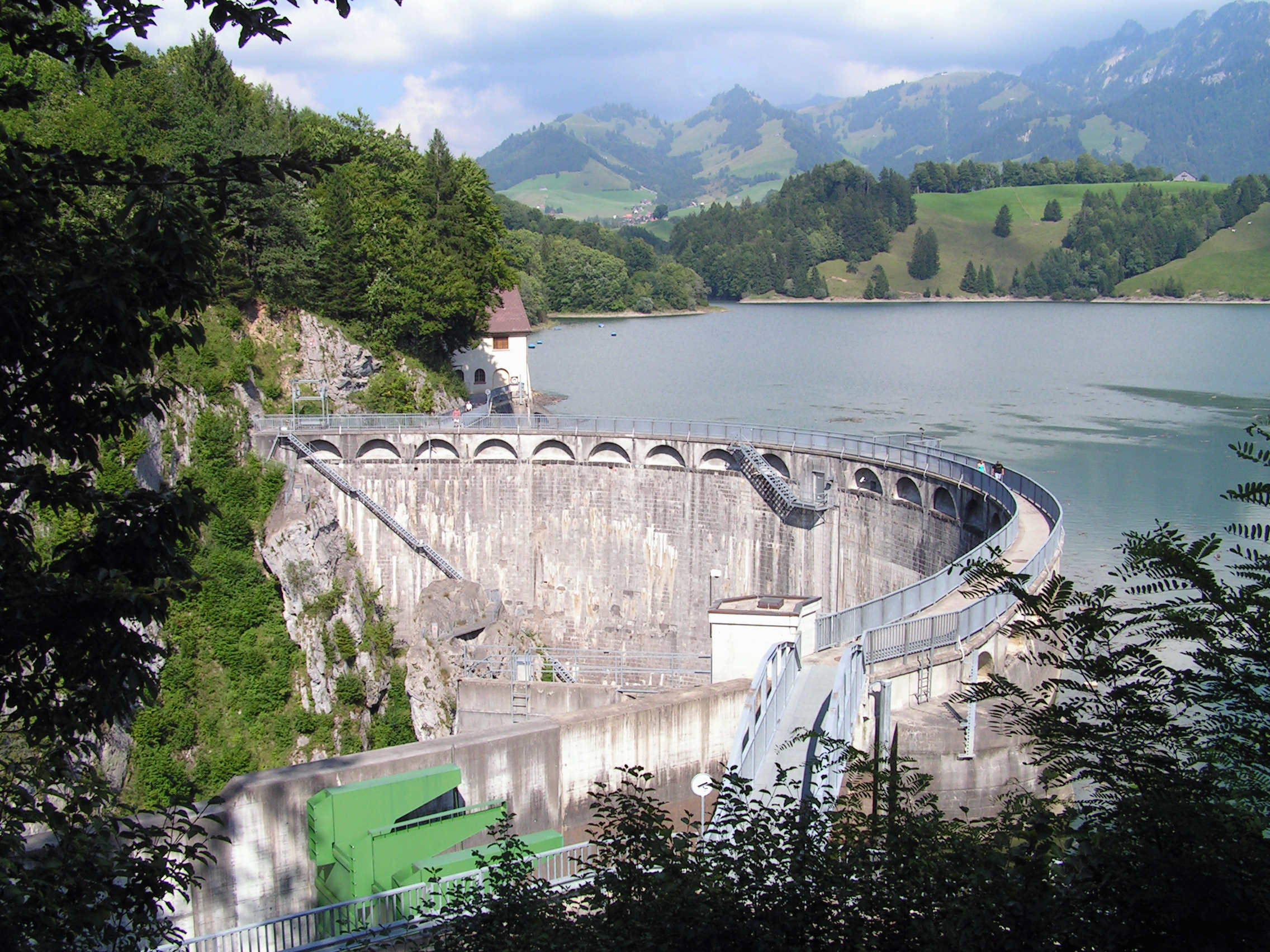
Le barrage de Montsalvens.
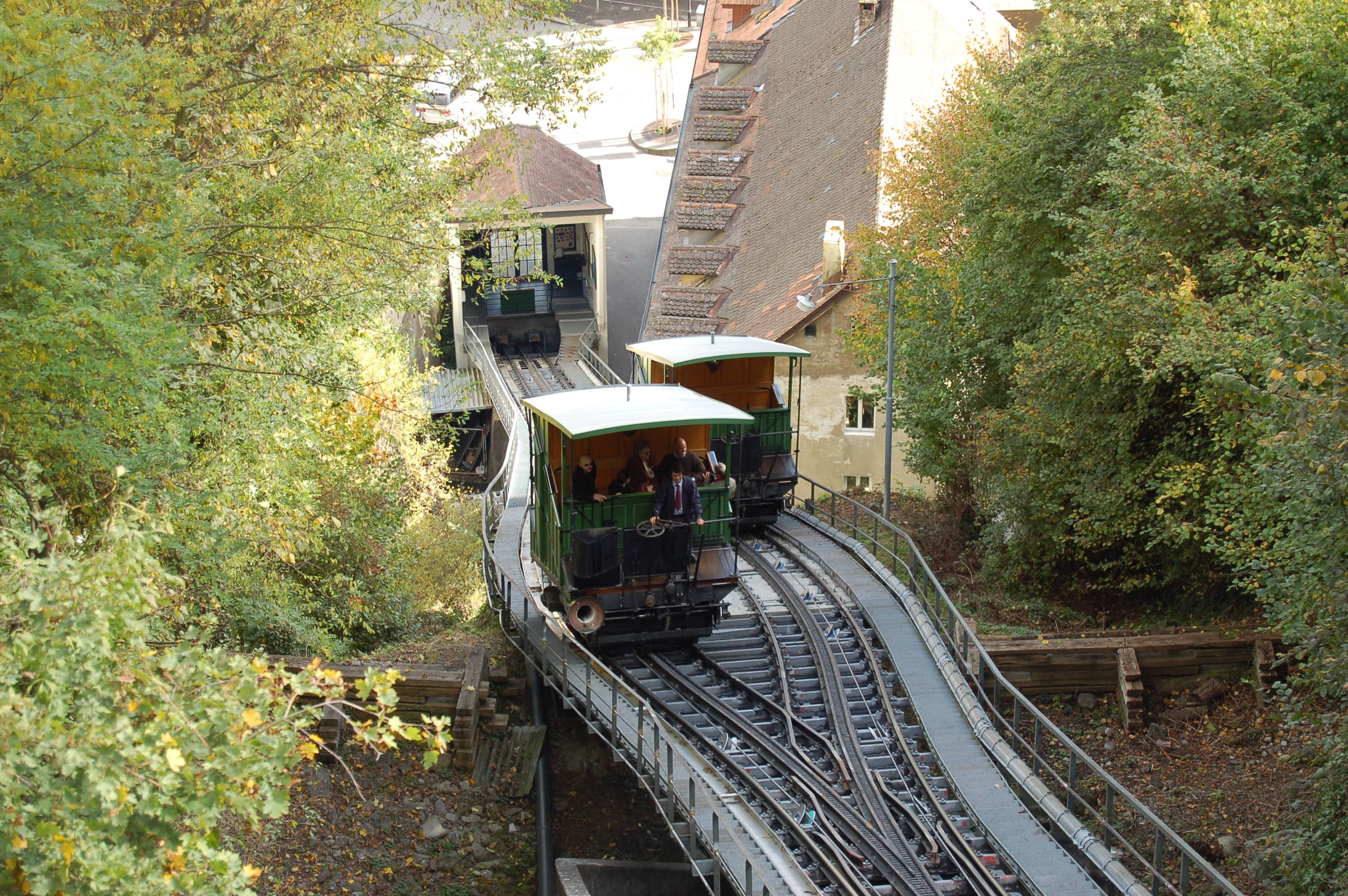
Le funiculaire de Fribourg.

### Équipements culturels
Le canton de Fribourg abrite vingt-cinq musées, dont une dizaine en ville de Fribourg.

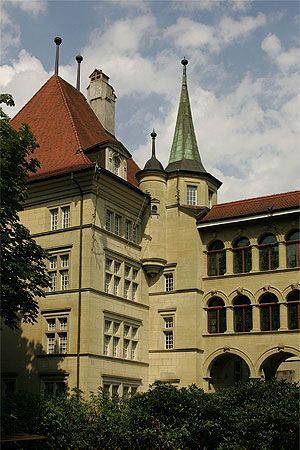
L'hôtel Ratzé abrite le Musée d'Art et d'Histoire de Fribourg.

Plusieurs musées sont spécialisés dans le domaine des arts.
- Le musée d'Art et d'Histoire de Fribourg et son annexe l'Espace Jean Tinguely - Niki de Saint Phalle sont consacrés principalement à l'art fribourgeois et à l'histoire du canton[77].
- Le centre Fri Art Kunsthalle abrite des expositions d'art contemporain dans une ancienne fabrique de carton[78].
- Le musée romain de Vallon a été érigé à l'emplacement d'une villa romaine. Il abrite des mosaïques[79].
- Le Vitromusée, anciennement musée suisse du vitrail et des arts du verre à Romont, est consacré à l'art du verre peint à travers une collection permanente de vitraux anciens, modernes et contemporains[80].
- Le musée du papier peint à Mézières présente dans le château une collection de papiers peints du XVIIIe siècle à nos jours.
- Le musée suisse de la marionnette à Fribourg recèle une collection de marionnettes de différentes techniques de jeu du monde entier, soit de Chine, d'Inde, d'Indonésie, d'Afrique, d'Amérique du Sud et de divers pays européens dont la Suisse[81].
- Le musée HR Giger à Gruyères est consacré à l'œuvre du créateur d'Alien, Hans Ruedi Giger.

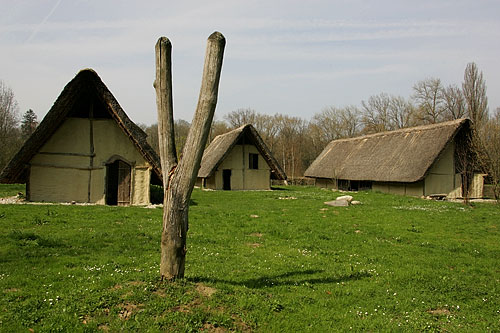
Le village lacustre de Gletterens

- Le Tibet Museum - fondation Alain Bordier à Gruyères renferme une collection de sculptures, peintures et d’objets rituels. Cela représente environ trois cents objets qui ont été fabriqués dans les anciennes cultures bouddhistes qui entourent le Tibet : des sculptures du Népal, du Cachemire, du Swat et d’autres régions de l’Himalaya[82].Le village lacustre de Gletterens

- Le village lacustre de Gletterens est une représentation unique en Suisse d’architecture préhistorique néolithique et permet d'expérimenter, par des actes et des gestes spécifiques, l’artisanat et le mode de vie des Lacustres[83].
- Le château de Gruyères offre une promenade à travers huit siècles d’architecture, d’histoire et de culture[84].
- Le musée Bible et Orient, installé dans une salle de l'Université de Fribourg, met en lumière l’environnement complexe où naissent et évoluent les religions monothéistes (judaïsme, christianisme, islam) et la Bible[85].

Les sciences et techniques sont également mis en évidence dans plusieurs  musées.

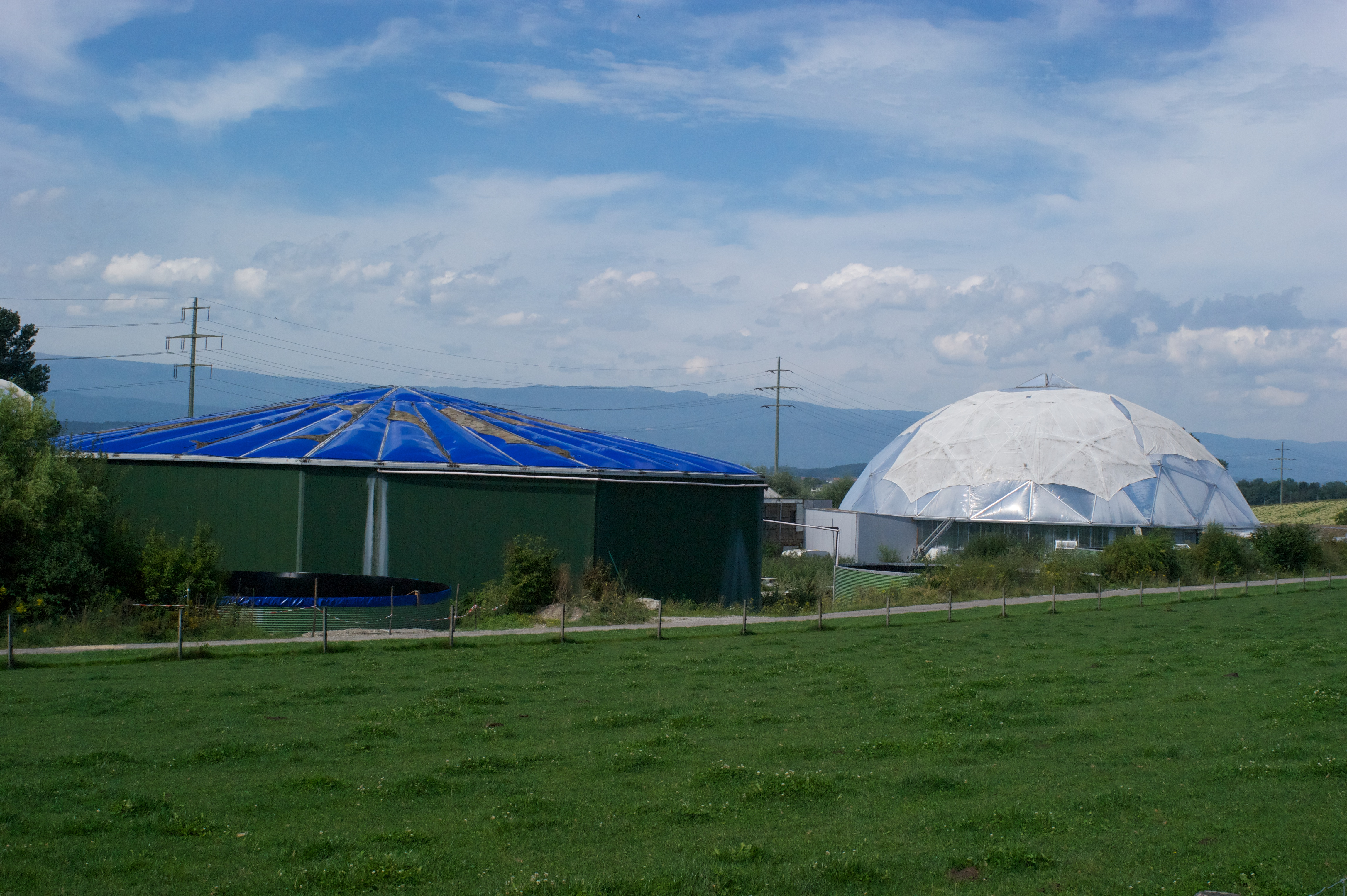
Le Papiliorama de Chiètres.

- Électrobroc, installé dans une centrale hydroélectrique à Broc, permet de découvrir le monde de l'électricité et du développement durable[86].
- La maison Cailler, à Broc, permet de s'initier à la fabrication du chocolat et à l'histoire de la chocolaterie Cailler[87].
- Le musée d'histoire naturelle de Fribourg, à Fribourg, offre au public la possibilité de connaître la nature, et en particulier le patrimoine naturel régional[88].
- Le musée des Chemins de fer du Kaeserberg à Fribourg est un réseau imaginaire. Construit sur trois niveaux à l’échelle 1:87, il compte 2 045 mètres de voies[89].
- Le musée Gutenberg à Fribourg présente l’histoire et la technique de la composition, de l’impression, du graphisme et de la reliure, ainsi que la communication au moyen de la parole, des signes, des images et de l’écriture[90].
- Le musée suisse de la machine à coudre et des objets insolites à Fribourg.
- Le Papiliorama à Chiètres, dans un amphithéâtre de quarante mètres de diamètre et de quatorze mètres à son point le plus haut, offre à plusieurs dizaines d’espèces de plantes dont une quinzaine de palmiers les conditions idéales pour croître et fleurir, même en hiver. Dans ce jardin s’ébattent plus de soixante espèces de papillons tropicaux de toutes les régions du globe[91].
- L'observatoire du Moléson.

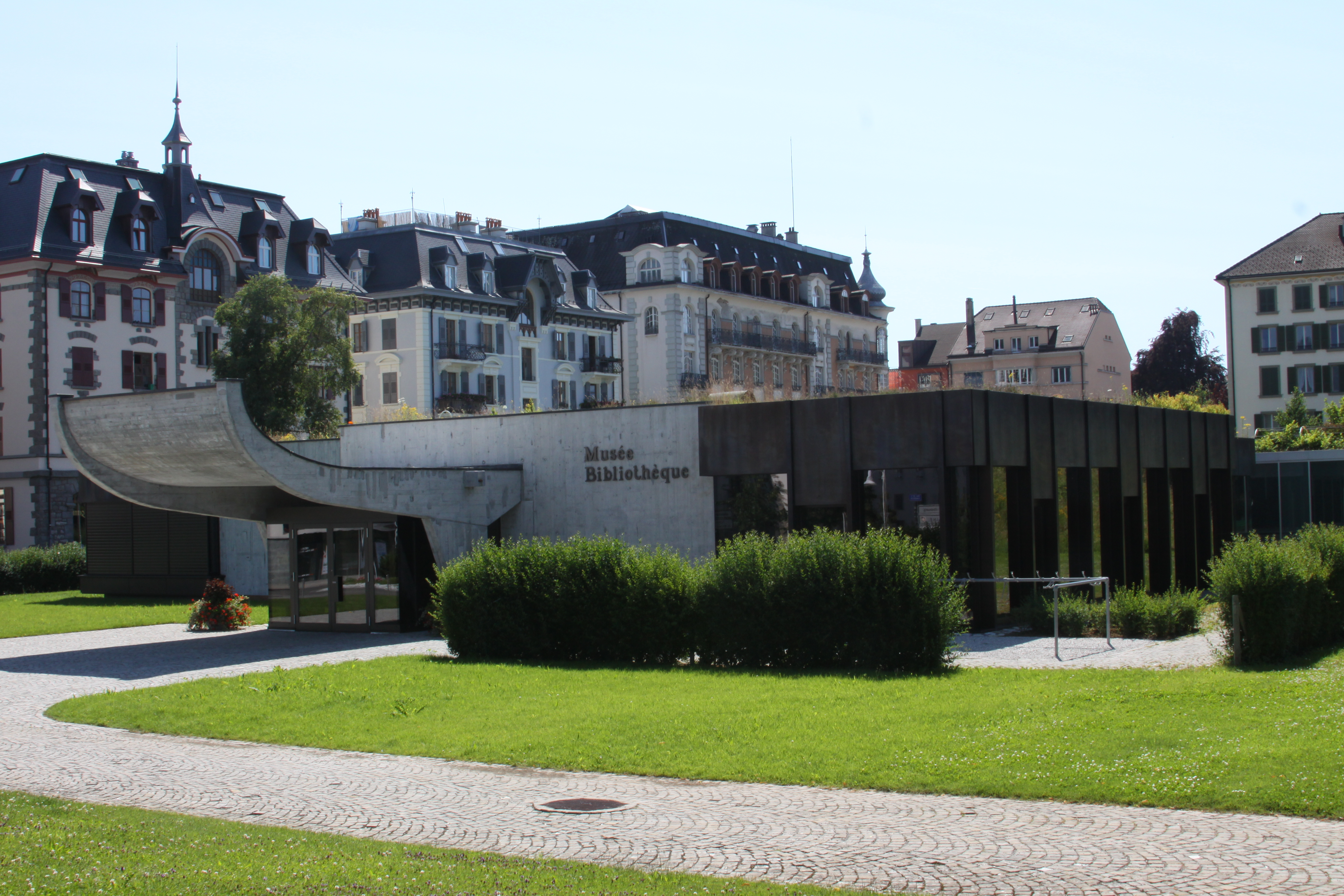
Le Musée gruérien à Bulle.

Le canton dispose de nombreux lieux consacrés aux arts populaires, à l'artisanat et à l'histoire locale.
- Le musée gruérien à Bulle présente sur 1 000 m2 des témoins de la culture, de l’histoire et du terroir de la Gruyère[92].
- Le musée du Pays et Val de Charmey à Charmey présente divers objets issus du XVIIe au XIXe siècle ainsi que des tableaux et des gravures autour de cette vallée qui a attiré au début de ce siècle les alpinistes et les peintres[93].
- Le musée paysan, à Chiètres, vieux de trois cents ans montre l'habitat et la vie du monde rural entre 1750 et 1900. Le grenier accueille régulièrement des expositions d'arts[94].
- La fromagerie d'alpage à Moléson-sur-Gruyères permet de se familiariser, pendant la saison estivale, à la fabrication de divers fromages d’alpage[95].
- Le musée de Morat illustre 6 000 ans d’histoire de la ville de Morat et sa région. Les objets racontent leurs histoires et celles de la population à diverses époques, du Néolithique à l'ère moderne[96].
- La maison du Gruyère à Pringy.
- Le musée singinois à Tavel.
- Le musée des Grenouilles à Estavayer-le-Lac.

## Patrimoine naturel
L'inventaire fédéral des paysages, sites et monuments naturels d'importance nationale (IFP) de l'Office fédéral de l'environnement a répertorié six zones naturelles dans le canton de Fribourg : la rive sud du lac de Neuchâtel, le mont Vully, les gorges de la Singine, le Vanil Noir, la Tour d'Aï et Dent de Corjon et le Breccaschlund.
Le parc naturel régional Gruyère Pays-d'Enhaut est parc d'importance nationale depuis 2012. Il s'étend sur les communes de Charmey, Châtel-sur-Montsalvens, Cerniat, Crésuz, Bas-Intyamon, Grandvillard, Haut-Intyamon et sur sept communes du canton de Vaud. À cheval sur les cantons de Fribourg et de Berne, le parc naturel de Gantrisch est lui aussi un parc d'importance nationale depuis 2011.